# Homer v Říši za čelním sklem
Homer v Říši za čelním sklem (v anglickém originále Homer's Adventures Through the Windshield Glass) je 22. díl 34. řady (celkem 750.) amerického animovaného seriálu Simpsonovi. Scénář napsal Tim Long a díl režíroval Bob Anderson. V USA měl premiéru dne 21. května 2023 na stanici Fox Broadcasting Company, v Česku byl poprvé vydán 21. června 2023 na platformě Disney+ s českými titulky a poprvé vysílán v českém znění dne 1. července 2023 na stanici Prima Cool.

## Přijetí

### Sledovanost
Ve Spojených státech díl během premiéry sledovalo 0,87 milionu diváků s ratingem 0,2.

### Kritika
Kritik Tony Sokol z webu Den of Geek dal dílu 3,5 hvězdičky z 5 a napsal: „Koncept epizody je extrémně dalekosáhlý, děj má silný příslib, ale utíká, když by se měl ponořit. Nejvtipnější částí epizody jsou závěrečné titulky, což se bohužel velmi často stává. Líza sice může působit krutě a lhostejně k Homerovým strastem, ale replika o tom, jak učí Barta desetinnou čárku, je klasickou simpsonovskou hláškou.“
John Schwarz z Bubbleblabberu ohodnotil díl osmi body z deseti a napsal: „Simpsonovi nám představují téměř klišovitou epizodu o snu, ale protože se jedná o zážitek blízký smrti, uvítal jsem tuto niternější premisu. Jistě, dostali jsme pár drobnějších klišé, jako jsou různé pohledy do budoucnosti, ale ‚Homer jde do pekla‘ je tak dobrý námět, který jsem už dlouho neviděl. Chápu, že něco z toho jsme tak trochu dostali ve Speciálním čarodějnickém dílu IV – Domě plném hrůzy s Nedem v roli Satana, a musím přiznat, že jsme se nedočkali návratu této ikonické postavy, ale byla tu tuna dalších gagů v pozadí, u kterých jsem se smál jako blázen, ne nepodobných co do rozmanitosti a provedení dílům seriálu Superjail!“